# Crystal LaBeija
Crystal LaBeija, née dans les années 1930 et morte dans les années 1990 est une artiste afro-américaine, trans, drag queen, fondatrice de la House of LaBeija en 1968. Cette House (« Maison » en anglais) est souvent citée comme étant la première de la culture ballroom. Elle est considérée comme étant mère de substitution de plusieurs jeunes LGBTQ rejetés de chez eux et sans abri.

## Biographie

### Carrière
À ses débuts, Crystal LaBeija travaille dans le milieu drag de Manhattan dans lequel elle participe à des compétitions sous le nom de Crystal LaAsia. Les queens latinas la surnommant La Belleza (« La Beauté »), elle change de nom pour Crystal LaBeija,. Dans les années 1960 et 1970, le racisme était courant dans les milieu drag. Par exemple, il était de coutume que les drag queens racisées rendent leur apparence plus blanche pour avoir leur chance de gagner aux compétitions. Crystal LaBeija fait partie des rares drag queens afro-américaines à remporter le titre très convoité de Queen of the Ball aux balls organisés par les blanches. En 1967, elle est couronnée Miss Manhattan.
Par la suite, Crystal LaBeija participe à la compétition Miss All-America Camp Beauty Pageant tenue au Town Hall de New-York City. Cette compétition est l'objet du documentaire La Reine, sorti en 1968. Vers la fin du documentaire, Crystal LaBeija s'énerve du racisme qu'elle ressent dans les balls organisés par les drag queens blanches et accuse l'organisatrice, Flawless Sabrina (en), de tricher pour faire gagner une queen blanche, Rachel Harlow.
Se refusant à participer plus longtemps à un système qu'elle juge discriminant, Crystal LaBeija s'allie avec une autre drag queen noire, Lottie LaBeija, pour organiser un ball uniquement destiné aux queens noires. Sa condition pour participer à un tel ball était qu'il la mette bien en valeur. L'évènement, inédit car le premier à être organisé par une House, est intitulé Crystal & Lottie LaBeija present the first annual House of LaBeija Ball at Up the Downstairs Case on West 115th Street & 5th Avenue in Harlem, NY se tient en 1972. Pour la première fois, le mot House est employé à cet usage. L'évènement est un énorme succès.
Dans les années 1970 et 1980, Crystal LaBeija continue son travail comme artiste drag queen et activiste. Ainsi, elle est la première drag queen que RuPaul voit performer, en 1979.

### Décès
En 2019, le magazine Rolling Stone rapporte que Crystal LaBeija serait morte d'insuffisance hépatocellulaire en 1982. Pourtant, en 1993, le New York Times affirme qu'elle est vivante et a été aperçue à une reprojection de La Reine. L'article la décrit comme « un pillier du monde drag » et affirme qu'elle se serait réconciliée avec Harlow. Cette dernière aurait dit qu'« elle a été vraiment adorable avec moi. Elle s'est levée pour me saluer et m'embrasser [...] Elle est partie avant la fin ».

### Héritage
Crystal LaBeija et la House of LaBeija ont considérablement marqué l'histoire de la culture ballroom et de la pop culture.
Le générique d'ouverture de la série télévisée Transparent comporte des séquences montrant Crystal LaBeija dans le film La Reine.
Le roman « The House of Impossible Beauties » de Joseph Cassara est une fiction se déroulant dans le milieu ballroom newyorkais et inclut des personnages inspirés de Crystal LaBeija et de membres de la House of LaBeija.
La série télévisée Pose de Ryan Murphy inclut des personnages et des évènements inspirés de la culture ballroom new-yorkaise. Le personnage d'Elektra, joué par Dominique Jackson, a notamment des répliques similaires au discours de Crystal LaBeija à la fin de La Reine.
L'album visuel de Frank Ocean, Endless, contient des séquences montrant Crystal LaBeija sur le morceau Ambience 001: "In A Certain Way".
Dans la saison 3 de RuPaul's Drag Race All Stars, la drag queen Aja LaBeija imite Crystal LaBeija pendant l'épisode du Snatch Game.
En 2022, l'actuelle House of Labeija participe à l'émission de télévision Legendary, où elle termine sixième.